# Bayerisch Eisenstein – Železná Ruda-Alžbětín vasútállomás

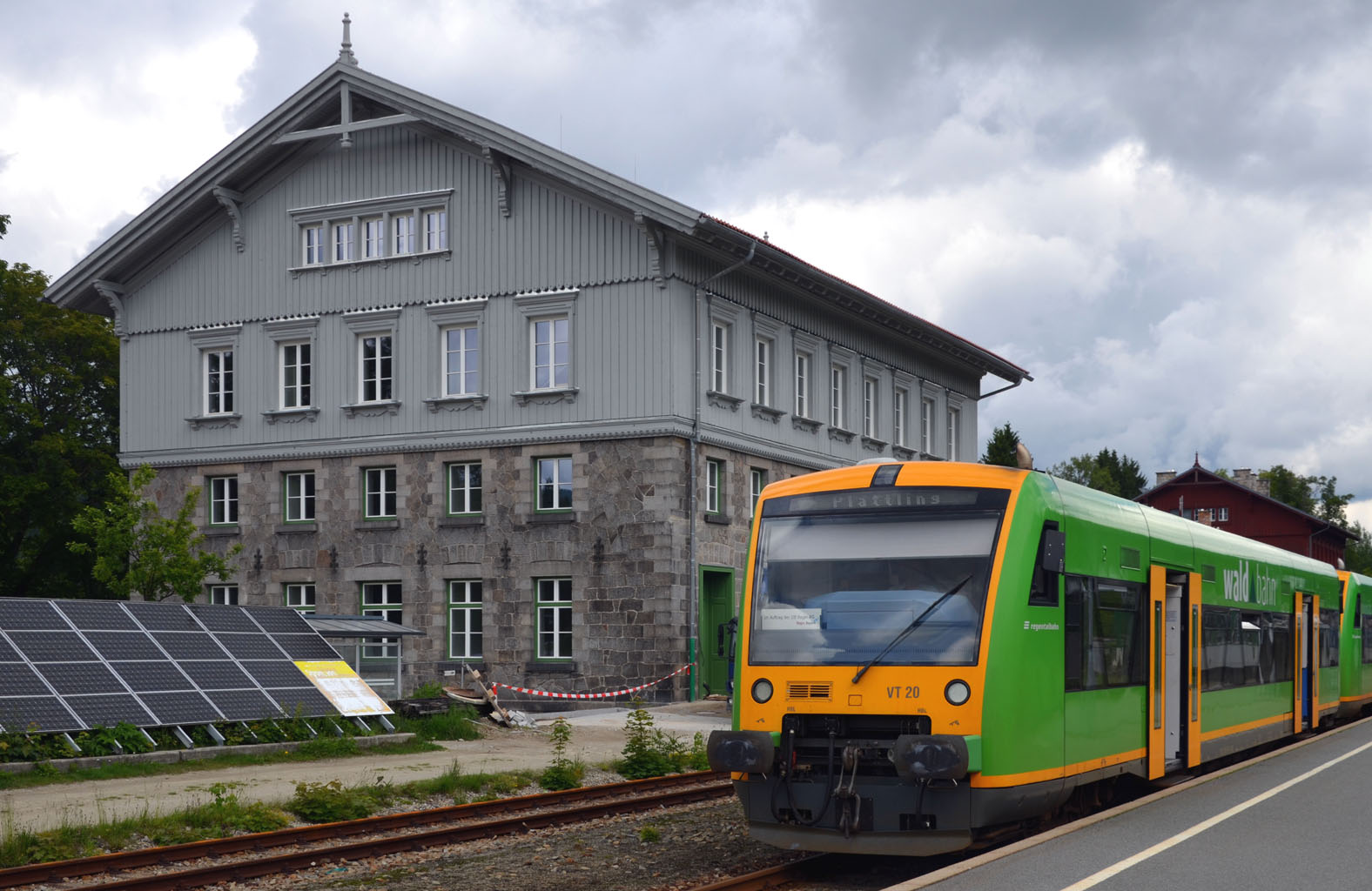
Egy waldbahn motorvonat és az állomás épülete Németország felől

Bayerisch Eisenstein – Železná Ruda-Alžbětín vasútállomás (németül: Bahnhof Bayerisch Eisenstein, csehül: Nádraží Železná Ruda-Alžbětín) a német-cseh határon fekszik. Németország felé a Länderbahn vonatai, Csehország felé pedig a České dráhy személyvonatai közlekednek. Az országhatár az állomás épületét kettészeli.
Vasútvonal:
- Plzeň–Železná Ruda-vasútvonal
- Plattling–Bayerisch Eisenstein-vasútvonal

## Története
Az állomást 1877. október 20-án adták át, amikor az Eisenbahn Pilsen-Priesen(-Komotau) vasúttársaság elkészült a Neuern és Eisenstein közötti vasútvonallal. A mai német oldalon a  Bajor Királyi Államvasutak (németül: Königliche Bayerische Staats-Eisenbahnen) befejezte a Plattling–Bayerisch Eisenstein-vasútvonalat, és 1877. november 15-én elindulhatott a forgalom. Az állomás épületét 1878-ban adták át, melynek érdekessége, hogy a német-cseh országhatár kettészeli. A német területen épített fordítókorong jelenleg a helyi vasúti múzeum része. Az 1900-as évek legelején néhány évig közvetlen vonatok jártak Prága és München között, de a helyenként éles kanyarok és meredek lejtők miatt hamar megszüntették. 1938-ban Németország megszállta a Szudétavidéket, de közvetlen vonatok ekkor sem indultak. A második világháború után – 1953-ban – a határon vasfüggönyt húztak fel, a német vonatok végállomása továbbra is Eisenstein maradt, míg a csehszlovák vonatok csak Železná Ruda központjáig jártak. A határt 1991. június 2-án nyitották újra, ami után rövidesen a csehszlovák vasúttársaság a határig közlekedtette a vonatait. 2006. május 28-ától a waldbahn szerelvényei Špičákig hosszabbított útvonalon jártak, ám nem sokáig volt újra határátlépő vasúti forgalom, mert egy éven belül megszüntették. 2006 decemberében a cseh vasút az eddig használt Železná Ruda helyett hivatalosan is áttért a Železná Ruda-Alžbětín név használatára.

## Vágányhálózat
Az állomás három peronnal rendelkezik, melyekhez összesen hat vágány tartozik.

## Forgalom
| Járat | Üzemeltető  | Útvonal | Gyakoriság     |
| ----- | ----------- | --- | -------------- |
| WBA 1 | Waldbahn    | Bayerisch Eisenstein – Ludwigsthal – Zwiesel – Bettmannsäge – Regen – Triefenried – Gotteszell – Grafling-Arzting – Deggendorf Hbf – Pankofen – Plattling | Óránként       |
| Os R  | České dráhy | Železná Ruda-Alžbětín – Železná Ruda centrum – Železná Ruda město – Špičák – Hojsova Stráž-Brčálník – Hamry-Hojsova Stráž – Zelená Lhota – Dešenice – Nýrsko – Petrovice nad Úhlavou – Janovice nad Úhlavou – Bezděkov u Klatov – Klatovy (– tovább Plzeň hl.n. és Praha hl.n. felé) | Kb. 2 óránként |

A német waldbahn és a cseh vonatok között a menetrendi hangolás elenyésző, késés esetén pedig a csatlakozás nem garantált.

## Fordítás
- Ez a szócikk részben vagy egészben  a   Bayerisch Eisenstein railway station című angol Wikipédia-szócikk fordításán alapul.  Az eredeti cikk szerkesztőit annak laptörténete sorolja fel. Ez a jelzés csupán a megfogalmazás eredetét és a szerzői jogokat jelzi, nem szolgál a cikkben szereplő információk forrásmegjelöléseként.